# ザ・ガールハント
ザ・ガールハント（The Girlhunt）は日本のロックバンドである。通称ガルハン。

## 経歴
2001年8月、テルスターのメンバーである千葉と増沢により結成。2002年UNDER FLOWER RECORDSと契約して現在に至る。東京を中心に活動が始まり、後に全国に活動の幅を広げる。「へたれロック」と銘打って、ゆるさと饒舌なMCを武器にしている。所属レーベルでの最多リリースバンドとなっている。
他バンドとの交流は古くはテルスターの絡みでのものであったが、楽曲が前者がラウドなのに対し、キャッチーな作風であったため、徐々に対バンや顧客層が変化していった。
初ライブは2001年の12月。前座に当時無所属であったASIAN KUNG-FU GENERATIONを招き決行。以後、掛け持ちのバンドであるため不定期な活動が続くが、アンダーフラワー社のコンピレーション・アルバム参加を経て、単独作をリリースすると活動は本格化。サポート・メンバーであった吉田と中西の二人を正式メンバーとして招聘。現在は二代目ベーシストとして栗原がベースを担当している。

## メンバー
- 千葉剛久（ちば たけひさ）ボーカル・ギター 法政大学中退 - ライブハウス新高円寺クラブライナー経営
- 増沢弘行（ますざわ ひろゆき）ボーカル・ギター 法政大学卒業
- 栗原賢一（くりはら けんいち）ベース 立教大学卒業（2005年 - 現在）

- 中西哲楼（なかにし てつろう）ドラム 神戸市外国語大学卒業（2001 - 2010年）

## ディスコグラフィ

### シングル
- 無理があっても／飴玉（2003年8月5日）
  - 無理があっても／飴玉
  - タワーレコード・下北沢ハイラインレコーズ限定　
  - オリコン・インディーズチャートにランクイン。2003年8月ウィークリー・チャート。
- インサイド（2004年4月15日）
  - インサイド／超大作／夕暮れ待ち伏せパーク／ガールハントのテーマPart2　
  - 初のタイアップが付く「超大作」- ゲームソフト「どこでもいっしょ～トロといっぱい～」
- How to girlhunt isn't it, Pardon?（2006年11月15日） 
  - リサイクル／寸劇／アカゲラ／寸劇／文句は言わない／寸劇／セカハー／寸劇／インサイド／寸劇／太陽と埃の中で（カヴァー）／寸劇
  - タワーレコード限定　人力舎所属のお笑いコンビ、ワンスターとのコラボレーション。
- ドレミ=ファンダメンタルズ（2008年9月17日）
  - ドレミファソラシド／108／ハローハロー／ファンダメンタル（以上CD収録）
  - インサイド／花とギター／アカゲラ／リサイクル／ 真夏の太陽／ドレミファソラシド／MC集（以上DVD収録）
  - 初のCD＋DVD二枚組

### ミニアルバム
- ロマンチック・キャンペーン（2002年12月10日）
  - 表通りそこまで／君がいるのなら／相変われず／ワイオーユー、エヌジーヤング／待っている／ガールハントのテーマ
- 僕の由来（2005年1月19日）
  - 仕草ひとつ／生き残り／花とギター／7／ざわついた気持ちを口にしなきゃ良かったか?／アカネ／中チン☆サンバ
- アカゲラ（2005年10月5日）
  - アカゲラ／曲のタイトル／大人になったら／カーマイン／Ara River／中チン☆音頭
- Live in HAWAII（2007年8月3日）
  - 真夏の太陽／化け物みたいな箱と空っぽの箱／水着のあと／夏のおしまい／ベランダーズ／シークレットトラック

### アルバム
- ガールハント・グランプリ（2003年9月25日）
  - 無理があっても／恋人／嫌な気分良い気分嫌な気分／これで良いつもり／カウンター／。書いて／要は簡単だ／魚の群れ／僕の夜の部屋／飴玉／文句は言わない／どーも、吉田です。～モロヘイヤMIX～
- セカイクル（2007年1月17日）
  - セカハー／悪い運命／ハローグッバイ／得たいの知れぬ（寂しい）怪物／さくら／千の部屋／別の月／ペリカンクロッシング／徒然ドライバー／君の引力／リサイクル
- ．（2009年10月5日）
  - 新ガールハントのテーマ／瞼の裏／POTOF～LIVE at N.Y.CITY～／僕のすべて／2009年紙飛行機の旅／胸を叩かれているようなこの痛み／マンデリンフレーバー／高円寺エレジーズ／僕らを含む全ての売れないバンドマンに捧ぐ／夢の続き／マジカルミステリーアワー

### ベストアルバム
- ザ・ガールハントのベスト ～マスザワ盤～(2010年11月17日)
  - 3分半のエイトビート／仕草ひとつ／セカハー／瞼の裏／Hot Fuzz／嫌な気分、良い気分、嫌な気分／カーマイン／花とギター／ハローハロー／得体の知れぬ（寂しい）怪物／  待っている／文句は言わない／リサイクル／ドレミファソラシド／僕のすべて／ファンダメンタル／ペリカンクロッシング／ロマンチックキャンペーン～a fellow traveler～

- ザ・ガールハントのベスト ～チバ盤～(2010年11月17日)
  - 3分半のエイトビート／大人になったら／ハローグッバイ／アカゲラ／新ガールハントのテーマ／  徒然ドライバー／ミチシルベ／水着のあと／ワイオーユー、エヌジーヤング／マンデリンフレーバー／超大作／アカネ／真夏の太陽／2009年紙飛行機の旅／さくら／インサイド／飴玉／ロマンチックキャンペーン～Night Fishing Is More Better～

### DVD
- U（ウラン）vol.4
  - 無理があっても（live at 新宿レッドクロス）